# Landštejn (Staré Město pod Landštejnem)
Landštejn (německy Landstein) je malá vesnice, část městyse Staré Město pod Landštejnem v okrese Jindřichův Hradec v Jihočeském kraji. Nachází se asi tři kilometry severozápadně od Starého Města pod Landštejnem. Je zde evidováno 7 adres. V roce 2011 zde trvale žilo čtrnáct obyvatel.
Landštejn leží v katastrálním území Pomezí pod Landštejnem o výměře 11,05 km².

## Historie
První písemná zmínka o vesnici pochází z roku 1232.

## Obyvatelstvo
| Rok            | 1869 | 1880 | 1890 | 1900 | 1910 | 1921 | 1930 | 1950 | 1961 | 1970 | 1980 | 1991 | 2001 | 2011 | 2021 |
| -------------- | ---- | ---- | ---- | ---- | ---- | ---- | ---- | ---- | ---- | ---- | ---- | ---- | ---- | ---- | ---- |
| Počet obyvatel | 90   | 98   | 88   | 90   | 60   | 58   | 55   | 35   | 22   | 17   | 11   | 14   | 7    | 14   | 10   |
| Počet domů     | 13   | 13   | 12   | 12   | 9    | 9    | 8    | 6    | 4    | 4    | 3    | 7    | 7    | 7    | 6    |

## Obecní správa
Při sčítání lidu v letech 1850–1929 Landštejn byl osadou obce Vitíněves v okrese Jindřichův Hradec. V letech 1930–1950 byl osadou obce Pomezí v okrese Jindřichův Hradec. Od roku 1951 je částí městyse Staré Město pod Landštejnem, se kterým patřil nejprve do okresu Dačice, ale od roku 1960 opět v okrese Jindřichův Hradec.

## Pamětihodnosti
Nachází se zde stejnojmenná hradní zřícenina.